# کورتنی لی
 کورتنی لی (انگلیسی: Courtney Lee؛ زادهٔ ۳ اکتبر ۱۹۸۵) یک بازیکن بسکتبال اهل ایالات متحده آمریکا است.